# 曾壽超
曾壽超（Tsang Shau-chiu）是一名香港商人，是1940至1950年代筲箕灣街坊領袖，主要經營雜貨生意。

## 生平
曾壽超是筲箕灣東大街80號泗和棧的東主。泗和棧經營雜貨生意，售賣米糧、酒、煤油為主。香港日治時期，於1942年被日本軍政府委任為筲箕灣區區長，負責管理公共衛生、配給糧食和調查人口等工作。1943年，當局在香港設立62所糖站，泗和棧是其中一所配給砂糖的商鋪。
1947年，筲箕灣商會成立，他擔任理事長，曾於1951年向政府建議淮許商會興辦義學。1949年，旅港曾氏宗親會成立，他擔任副理事長。1950年，筲箕灣街坊福利會成立，曾壽超是發起人之一，並擔任福利會值理會正總理。
1970年代，泗和棧發展成為一間專營罐裝石油氣的公司，公司已改由葛文泰擁有。